# Art pop
Art pop (também chamado de pop artístico) é um termo que pode se referir a uma gama de estilos e gêneros musicais da música pop. Sua origem se dá em meados dos anos 1960, principalmente advindo de músicos do art rock como David Bowie, Brian Wilson e Brian Eno.
O art pop é definido pela incorporação de elementos de múltiplas formas de arte e expressões culturais ao contexto do pop, além do uso de técnicas da múltiplos gêneros como música experimental, eletrônica ou clássica. A mistura de estilos e a falta de apelo comercial costumam afastar o art pop do mainstream, embora alguns artistas tenham alcançado grande sucesso e reconhecimento como Kate Bush, Björk e Sufjan Stevens.